# Mortes em março de 2019
Mortes em 2019: ← Janeiro – Fevereiro – Março – Abril – Maio – Junho – Julho – Agosto – Setembro – Outubro – Novembro – Dezembro →
Está é uma relação de pessoas notáveis que morreram durante o mês de março de 2019, listando nome, nacionalidade, ocupação e ano de nascimento.

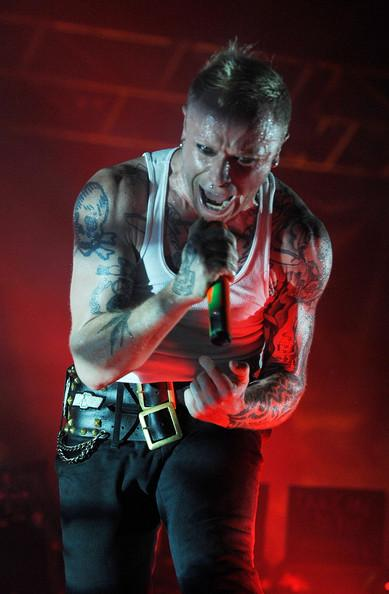
Keith Flint, músico inglês.

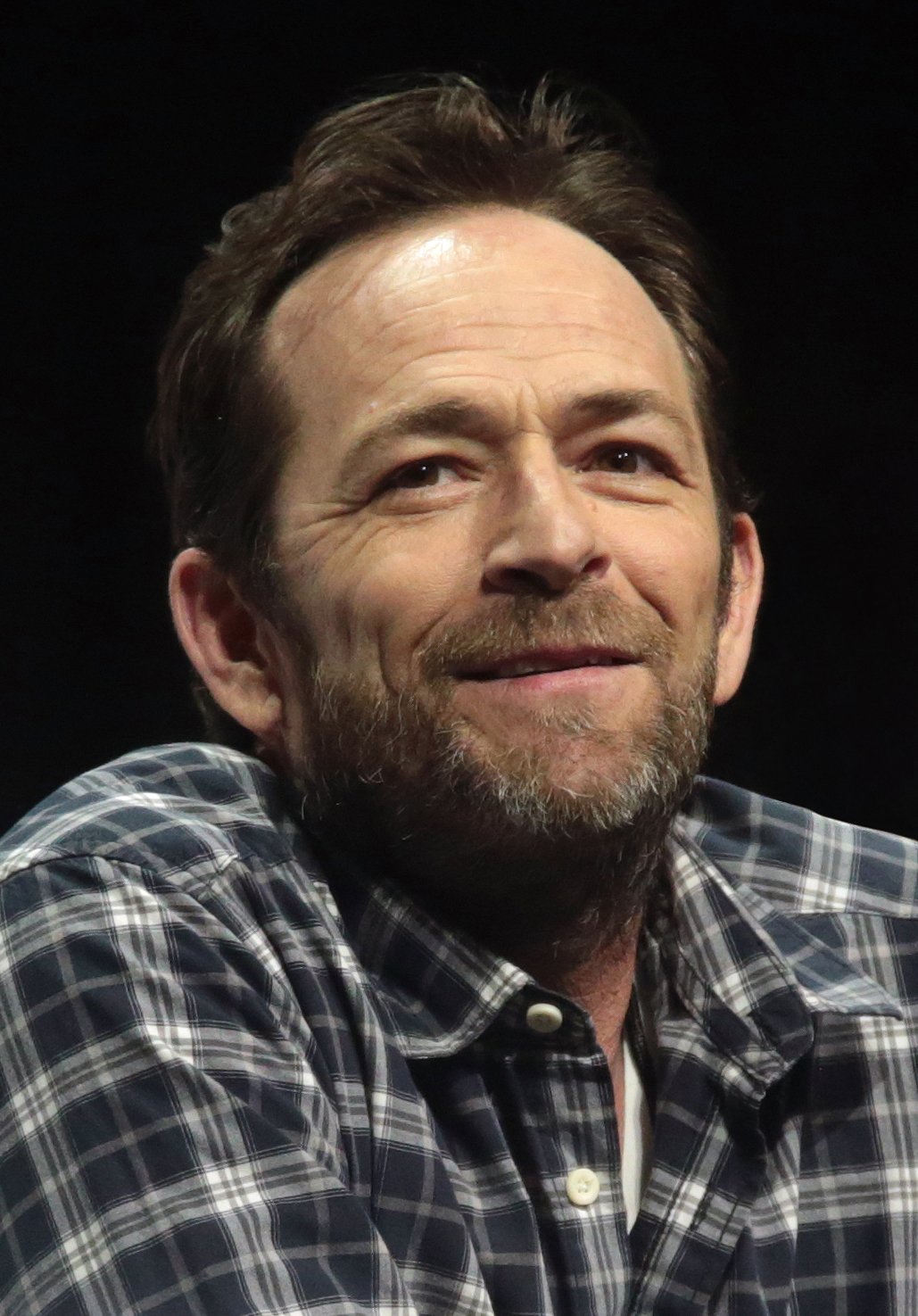
Luke Perry, ator e dublador americano.

Coutinho, futebolista brasileiro.

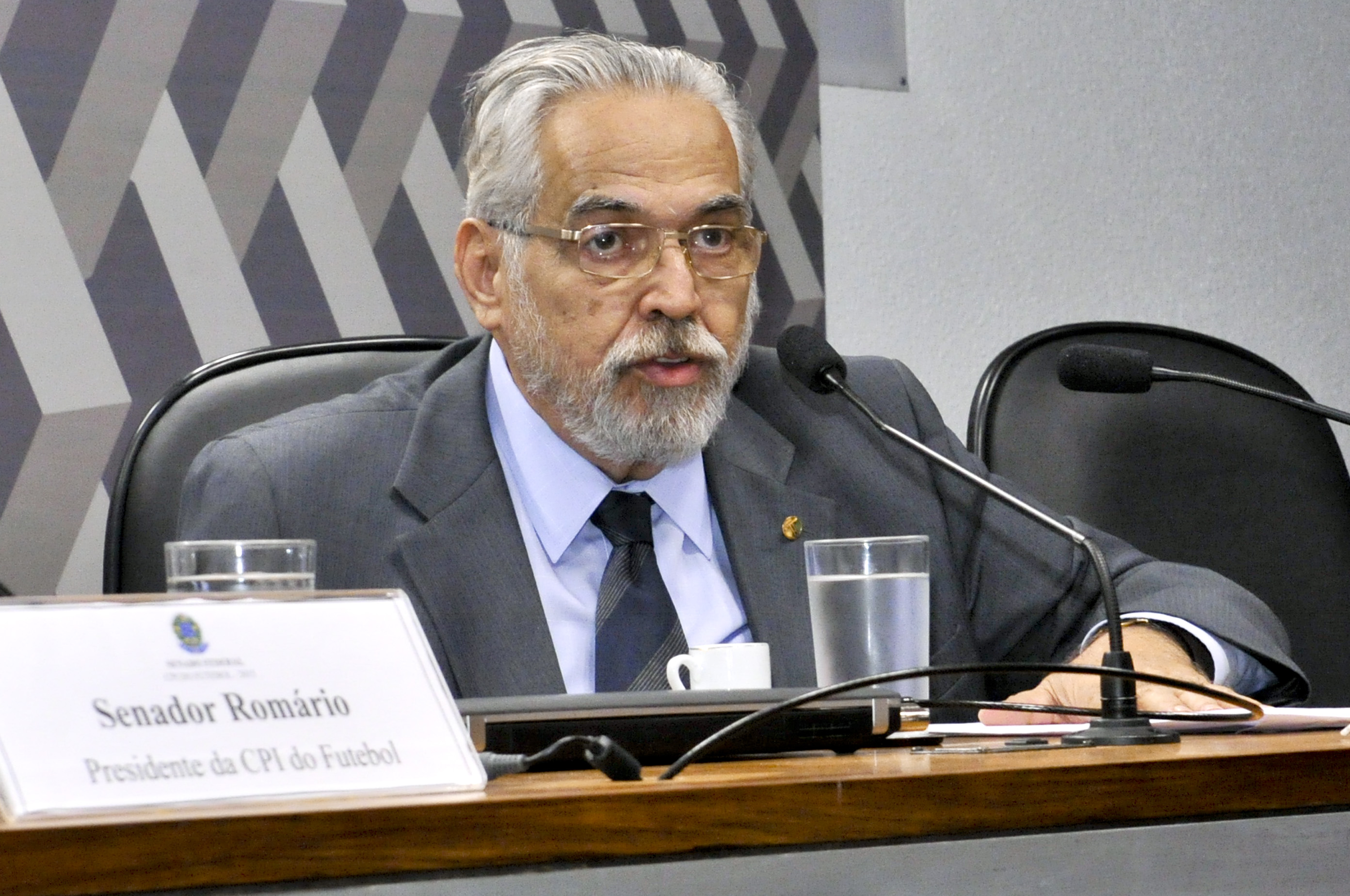
Eurico Miranda, dirigente esportivo e político brasileiro.

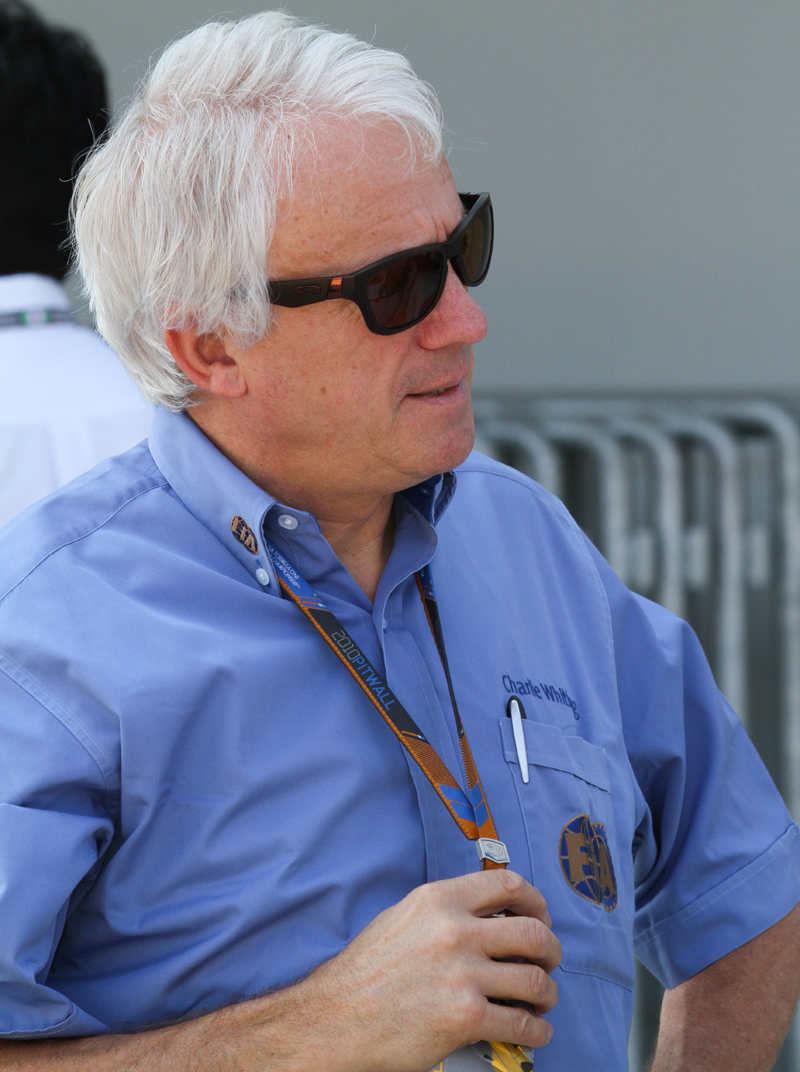
Charlie Whiting, diretor de provas britânico.

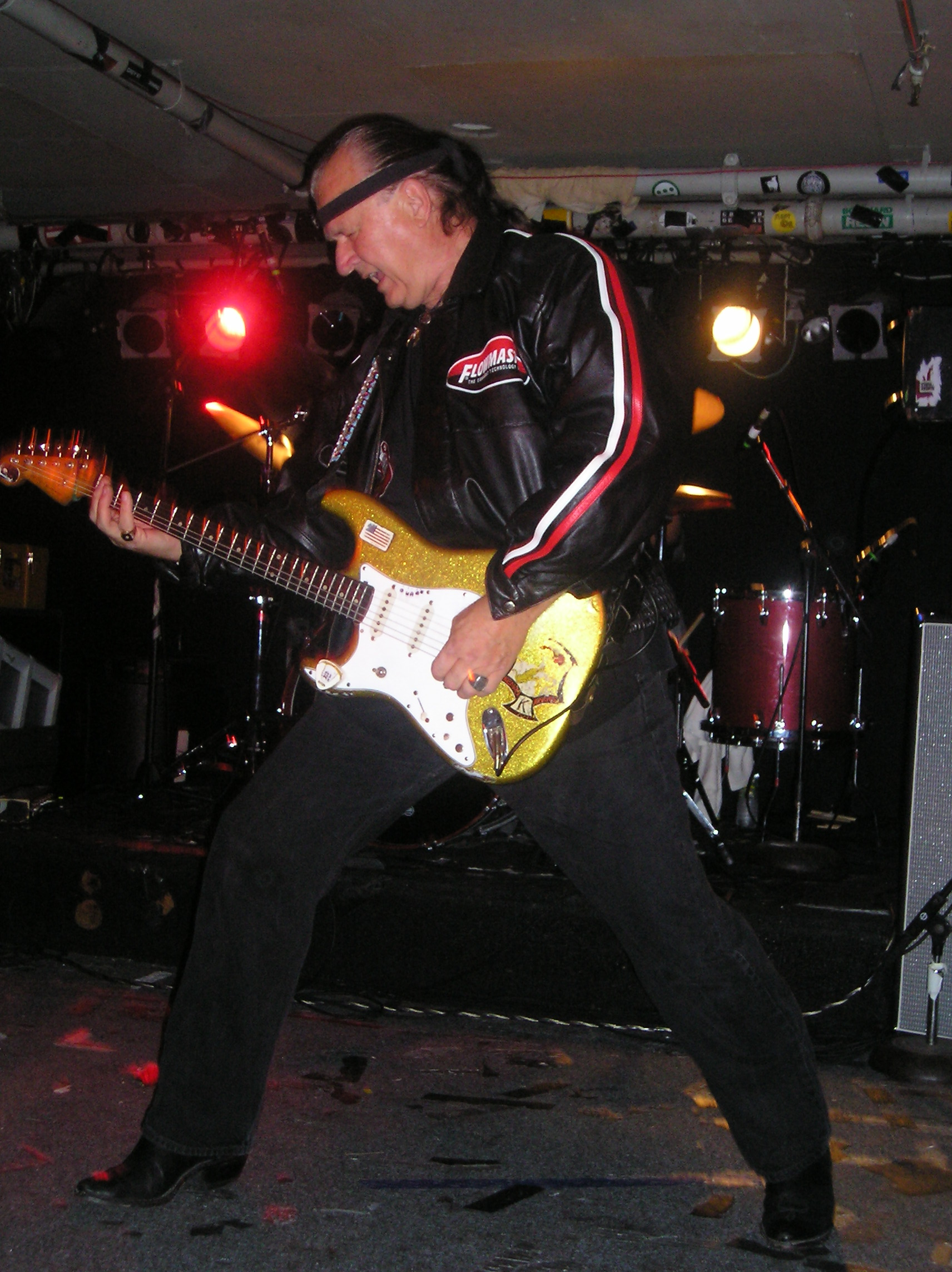
Dick Dale, guitarrista americano.

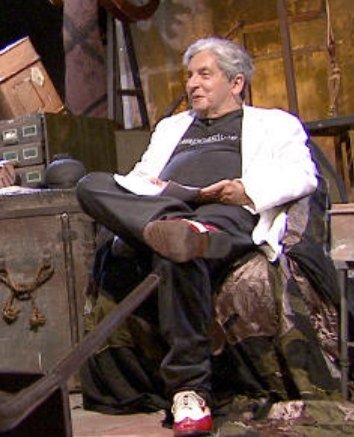
Domingos de Oliveira, ator, diretor e cineasta brasileiro.

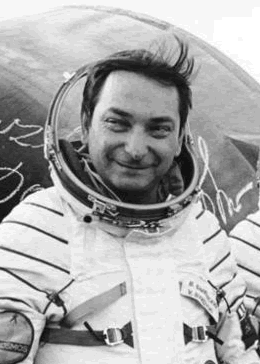
Valery Bykovsky, cosmonauta russo.

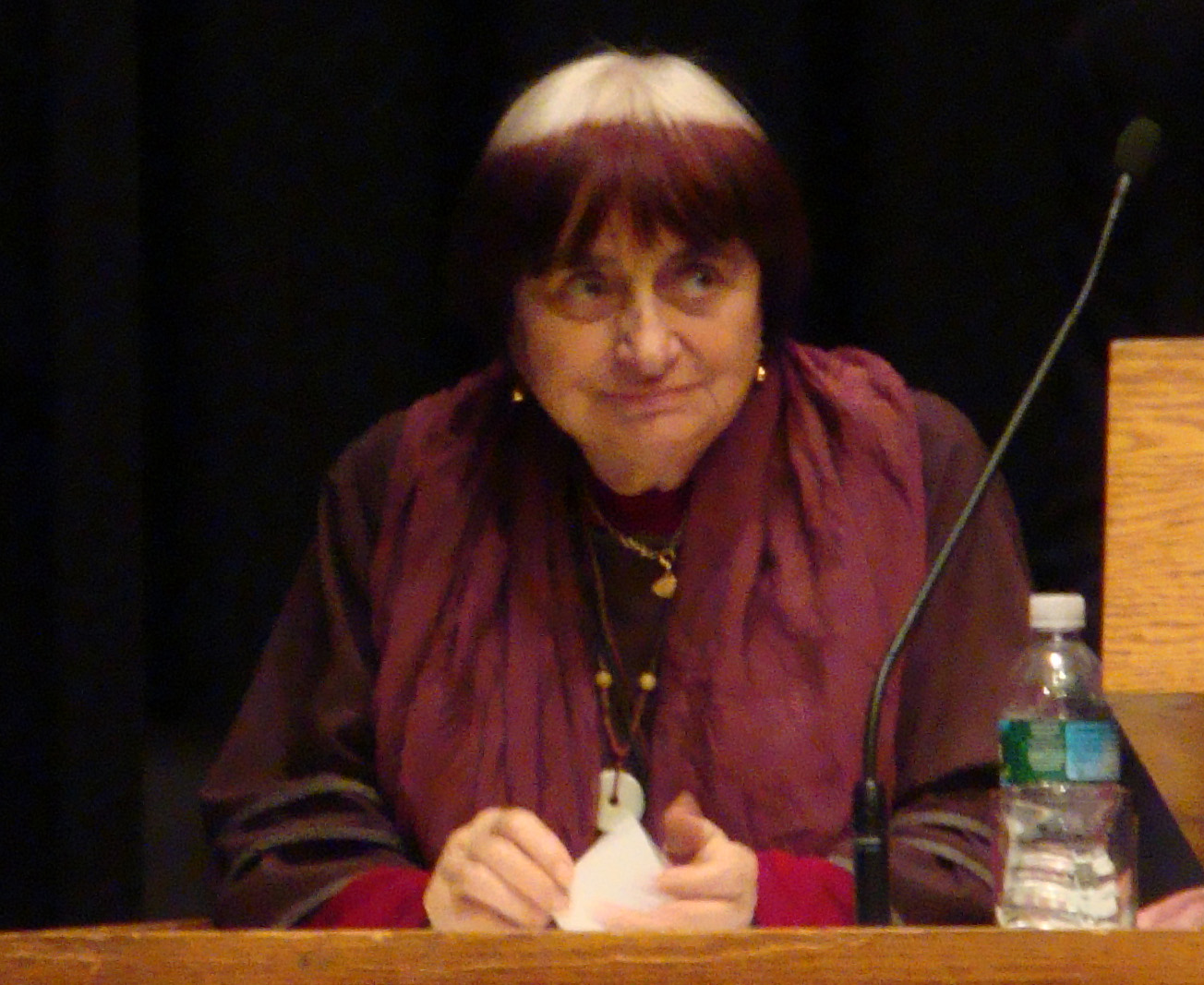
Agnès Varda, cineasta belgo-francesa.

| Dia | Nome                       | Profissão ou motivo de reconhecimento | Nacionalidade    | Ano de nasc. | Ref           |
| --- | -------------------------- | ------------------------------------- | ---------------- | ------------ | ------------- |
| 1   | Zhores Alferov             | Físico e político                     | Bielorrússia     | 1930         | [ 1 ]         |
| 2   | Rafael Torija de la Fuente | Bispo Emérito                         | Espanha          | 1927         | [ 2 ]         |
| 3   | Peter Hurford              | Organista                             | Reino Unido      | 1930         | [ 3 ]         |
| 4   | Keith Flint                | Cantor e músico                       | Reino Unido      | 1969         | [ 4 ]         |
| 4   | Luke Perry                 | Ator                                  | Estados Unidos   | 1966         | [ 5 ]         |
| 4   | Eric Caldow                | Futebolista                           | Escócia          | 1934         | [ 6 ]         |
| 5   | King Kong Bundy            | Ator e lutador de luta profissional   | Estados Unidos   | 1957         | [ 7 ]         |
| 5   | Abraham Stavans            | Ator e diretor de teatro              | México           | 1933         | [ 8 ]         |
| 7   | Guillaume Faye             | Jornalista                            | França           | 1949         | [ 9 ]         |
| 7   | Sid Sheinberg              | Empresário e produtor cinematográfico | Estados Unidos   | 1935         | [ 10 ]        |
| 7   | Carmine Persico            | Mafioso                               | Estados Unidos   | 1933         | [ 11 ]        |
| 8   | Michael Gielen             | Maestro                               | Áustria          | 1927         | [ 12 ]        |
| 8   | Kelly Catlin               | Ciclista                              | Estados Unidos   | 1995         | [ 13 ]        |
| 10  | Raven Grimassi             | Escritor                              | Estados Unidos   | 1951         | [ 14 ]        |
| 11  | Hal Blaine                 | Baterista e músico de estúdio         | Estados Unidos   | 1929         | [ 15 ]        |
| 11  | Coutinho                   | Futebolista e treinador               | Brasil           | 1943         | [ 16 ]        |
| 11  | Demétrius                  | Cantor                                | Brasil           | 1942         | [ 17 ]        |
| 12  | Eurico Miranda             | Dirigente esportivo e político        | Brasil           | 1944         | [ 18 ]        |
| 12  | Laís Elena                 | Basquetebolista                       | Brasil           | 1943         | [ 19 ]        |
| 14  | Charlie Whiting            | Diretor de provas da FIA              | Reino Unido      | 1952         | [ 20 ]        |
| 14  | Godfried Danneels          | Cardeal e arcebispo emérito           | Bélgica          | 1933         | [ 21 ]        |
| 14  | Augusto Cid                | Cartunista                            | Portugal         | 1941         | [ 22 ]        |
| 14  | Maria Isabel de Lizandra   | Atriz                                 | Brasil           | 1946         | [ 23 ]        |
| 15  | W. S. Merwin               | Poeta                                 | Estados Unidos   | 1927         | [ 24 ]        |
| 15  | Márcia Real                | Atriz e dubladora                     | Brasil           | 1931         | [ 25 ]        |
| 16  | Mohamed Mahmoud Ould Louly | Político                              | Mauritânia       | 1943         | [ 26 ]        |
| 17  | Dick Dale                  | Guitarrista de surf rock              | Estados Unidos   | 1937         | [ 27 ]        |
| 17  | Víctor Genés               | Futebolista e treinador               | Paraguai         | 1961         | [ 28 ]        |
| 17  | João Carlos Marinho        | Escritor                              | Brasil           | 1935         | [ 29 ]        |
| 17  | Fernando Coutinho Jorge    | Político                              | Brasil           | 1939         | [ 30 ]        |
| 18  | John Carl Buechler         | Cineasta e roteirista                 | Estados Unidos   | 1952         | [ 31 ]        |
| 19  | Makota Valdina             | Religiosa                             | Brasil           | 1943         | [ 32 ]        |
| 20  | Keyvan Vahdani             | Futebolista                           | Irão             | 1991         | [ 33 ]        |
| 23  | Domingos de Oliveira       | Ator, diretor, poeta e cineasta       | Brasil           | 1936         | [ 34 ]        |
| 23  | Airton Ravagniani          | Futebolista e treinador               | Brasil           | 1959         | [ 35 ]        |
| 23  | Flávio Moreira da Costa    | Escritor                              | Brasil           | 1942         | [ 36 ]        |
| 23  | Bárbara Fazio              | Atriz                                 | Brasil           | 1929         | [ 37 ]        |
| 24  | Larry Cohen                | Cineasta e roteirista                 | Estados Unidos   | 1941         | [ 38 ]        |
| 25  | Scott Walker               | Músico                                | Estados Unidos   | 1943         | [ 39 ]        |
| 25  | Joseph Pilato              | Ator                                  | Estados Unidos   | 1949         | [ 40 ]        |
| 26  | Ted Burgin                 | Futebolista e treinador               | Inglaterra       | 1927         | [ 41 ]        |
| 26  | Rafael Henzel              | Jornalista e radialista               | Brasil           | 1973         | [ 42 ]        |
| 27  | Valery Bykovsky            | Cosmonauta                            | Rússia           | 1934         | [ 43 ]        |
| 28  | Agnès Varda                | Cineasta e roteirista                 | Bélgica · França | 1928         | [ 44 ] [ 45 ] |
| 30  | Marquinhos Martini         | Ator e humorista                      | Brasil           | 1948         |               |
| 31  | Tania Mallet               | Modelo e atriz                        | Reino Unido      | 1941         | [ 46 ]        |
| 31  | Nipsey Hussle              | Rapper e compositor                   | Estados Unidos   | 1985         | [ 47 ]        |